# Astra 2F
O Astra 2F (também conhecido por Eutelsat 28F) é um satélite de comunicação geoestacionário europeu construído pela EADS Astrium. Ele está localizado na posição orbital de 28 graus de longitude leste e é operado pela SES Astra, divisão da SES. O satélite foi baseado na plataforma Eurostar-3000 e sua expectativa de vida útil é de 15 anos.

## História
A SES S.A. e Astrium (atual Airbus Defence and Space) anunciaram em dezembro de 2009 que a SES encomendou quatro satélites multi-missão da Astrium para fornecer reposição, bem como incrementar a capacidade de suas divisões SES Astra e SES World Skies. Os novos satélites são designados de Astra 2E, Astra 2F, Astra 2G e Astra 5B. Em junho de 2015, a Eutelsat transferiu os canais do satélite Eutelsat 28A para suas capacidades alugadas nos satélites Astra 2E, Astra 2F e Astra 2G sob as designações Eutelsat 28E, 28F e 28G.
O Astra 2F serve como reposição e levou nova capacidade para SES, atendendo os mercados da Europa e África com capacidade em banda Ku e Ka.

## Lançamento
O satélite foi lançado com sucesso ao espaço no dia 28 de setembro de 2012, às 21:45 UTC, por meio de um veículo Ariane-5 ECA, que foi lançado a partir do Centro Espacial de Kourou na Guiana Francesa, juntamente com o satélite GSAT-10. Ele tinha uma massa de lançamento de 5.968 kg.

## Capacidade e cobertura
O Astra 2F é equipado com 60 transponders em banda Ku e 3 em banda Ka para fornecer serviços de transmissão, VSAT e banda larga da nova geração na Europa e na África.